# Péré, Charente-Maritime

Péré este o comună în departamentul Charente-Maritime, Franța. În 1 ianuarie 2018 avea o populație de 366 de locuitori.